# Arne Sejersted
Arne Nannestad Sejersted (Trondheim, 18 de julho de 1877 — Lillesand, 17 de dezembro de 1960) foi um velejador norueguês, campeão olímpico. Ele competiu nos Jogos Olímpicos de Verão de 1920 na classe 10 Metre e conquistou a medalha de ouro na disputa realizada segundo as regras de 1919 a bordo do Mosk II com Charles Arentz, Otto Falkenberg, Robert Giertsen, Willy Gilbert, Halfdan Schjøtt e Trygve Schjøtt. Havia apenas um barco nesta classe.